# Příběh odkvetlých chryzantém
Příběh odkvetlých chryzantém (japonsky 残菊物語, Zangiku monogatari) je japonské černobílé historické filmové drama režiséra Kendžiho Mizogučiho z roku 1939, produkované společností Šóčiku z prostředí divadla kabuki konce 19. století. Scénář napsali Macutaró Kawaguči a Jošitaka Joda jako adaptaci románu a moderní divadelní hry tradice šinpa Šófúa Muramacua z roku 1932, inspirovaných životem herce jménem Kikunosuke Onoe II. (1868–1897). V hlavních rolích se představili onnagata divadla šinpa Šótaró Hanajagi, divadelní herečka Kakuko Moriová a Kókiči Takada.
Mizoguči natočil v letech 1940 a 1941 další dva filmy o kabuki, ani jeden se však nedochoval. Tyto filmy byly jeho odklonem od propagandistických snímků po začátku druhé čínsko-japonské války. Militaristická vláda přesto využila obětavost ženské hlavní postavy k propagandě. Chryzantéma (kiku) ve jméně filmu vychází ze jmen  postav. Stejně jako další snímky režiséra, Příběh odkvetlých chryzantém obsahuje dlouhé záběry bez střihu a propracovanou scénografii. V roce 2015 byla na filmovém festivalu v Cannes promítána jeho restaurovaná verze. Film je volným dílem.

## Děj
V 80. letech 19. století marnotratný tokijský herec ženských rolí Kikunosuke Onoe (Šótaró Hanajagi), adoptovaný syn uznávaného herce kabuki Kikugoróa Onoeho V. (Gondžuró Kawarasaki II.), nepodává na jevišti přesvědčivé výkony, všichni mu ale, jako předpokládanému pokračovateli významné dynastie, pochlebují a kritizují jej pouze za jeho zády. Až kojná mistrova biologického syna Otoku (Kakuko Moriová) mu upřímně sdělí, že je špatný herec. Kikunosuke je tímto motivován k naplnění svého potenciálu, do Otoku se zamiluje a chce se s ní oženit. To ovšem nedovolí jeho otec a Kikunosuke se, přes naléhání přítele Fukusukeho (Kókiči Takada) a nevlastní matky (Benkei Šiganojaová), po konfliktu neomluví a rozhodne se opustit rodinu a tím jméno, což je pro jeho hereckou kariéru fatální rozhodnutí. Jakkoliv nadaní herci mimo rodové linie se totiž velmi zřídka dokázali prosadit. Kikunosuke odjíždí vlakem bez Otoku do Ósaky za strýcem, který vede tamní divadlo. Po roce, kdy jej publikum vypískává a on ztrácí naději, se za ním nečekaně přistěhuje Otoku, záhy ale umírá jeho patron a z divadla je vyhozen. Přidá se, navzdory varování Otoku, do společnosti potulných herců a vydává se hrát do provinčních měst za mizerný plat. Po čtyřech bídných letech, během kterých zhrubl vůči Otoku, se herecká společnost rozpadá a pár přespává za poslední peníze v levném hostinci v Nagoji. Těžký život na cestách navíc odneslo zdraví Otoku.
Do Nagoji zavítá herecká společnost s Fukusukem a jeho otcem a Otoku je jde požádat, aby Kikunosukemu dali šanci předvést získané herecké zkušenosti. Fukusuke souhlasí a přenechá mu roli kurtizány Sumizome proměněné v sakuru v tanečním dramatu Cumoru Koi Juki no Sekinoto. Osmiminutové vystoupení je dobře přijato publikem i ostatními herci a Kikunosuke se může vrátit do Tokia. Pod podmínkou, že Otoku nepojede s ním, což zjišťuje až v rozjetém vlaku. Otoku odjíždí do Ósaky do domu, kde s Kikunosukem žili v nájmu. Po návratu do Tokia otcova herecká společnost naplánuje představení v Ósace, po němž sklidí bouřlivé ovace. Po představení ke Kikunosukemu přijde starý domovník a sdělí mu, že Otoku umírá. Kikunosuke váhá, může-li ji navštívit, otec ho však za ní pošle se vzkazem, že je jí vděčný a odpouští jim. Jejich hořkosladké setkání netrvá dlouho, protože Otoku trvá na jeho brzkém návratu na slavnostní průvod a krátce nato umírá.

## Obsazení
| Šótaró Hanajagi         | Kikunosuke Onoe    |
| Kakuko Moriová          | Otoku              |
| Kókiči Takada           | Fukusuke Nakamura  |
| Gondžuró Kawarasaki II. | Kikugoró Onoe V.   |
| Benkei Šiganojaová      | manželka Kikugoróa |